# Gaël Maïa
Gaël Maïa est un footballeur franco-portugais né le 2 janvier 1984 à Beaugency.
Formé aux Girondins de Bordeaux, il évolue au poste de milieu défensif.

## Carrière
- 1997-1999 :  LB Châteauroux (préformation)
- 1999-2005 :  Girondins de Bordeaux (L1/CFA)
- 2005-2009 :  Entente SSG (National)
- 2009-2010 :  AS Moulins (National)
- 2010-2012 :  R. Excelsior Virton
- 2012-2013 :  CS Pétange
- 2013-2016 :  Angoulême CFC (CFA2)[1]
- 2016- :  AS Cozes (CFA2)[2]

## Palmarès
- Finaliste championnat d'Europe -16 ans.
- Champion du monde des - de 17 ans en 2001.
- Champion de France des réserves professionnel 2004/2005.